# Panhard & Levassor Type Y
Der Panhard & Levassor Type Y war ein Pkw-Modell, das von 1910 bis 1915 gebaut wurde. Hersteller war Panhard & Levassor aus Frankreich.

## Beschreibung
Der Wagen hat einen Sechszylindermotor mit 6597 cm³ Hubraum (100 mm Bohrung, 140 mm Hub). Er war damals in Frankreich mit 28 Cheval fiscal (Steuer-PS) eingestuft. Die Motorleistung ist mit 35 PS (26 kW) angegeben. Wie so viele Fahrzeuge aus dieser Zeit hat der Wagen einen Hochrahmen, das heißt einen Leiterrahmen, der zwischen den Achsen nicht nach unten gekröpft ist, Frontmotor  und Kettenantrieb auf die Hinterräder. Der veraltende Kettenantrieb wurde bei Panhard & Levassor im Jahr 1913 nur noch beim Type Y eingebaut. Die schwächeren Modelle hatten schon eine Kardanwelle. Das Getriebe hatte vier Gänge.
Der Radstand betrug 3110 mm, die Spurweite 1445 mm. Die Reifengröße war 935 × 135.
Bekannt sind Aufbauten in Torpedobauart. Der Preis für das Fahrzeug lag bei 16.000 bis 18.000 Francs in der Grundausstattung mit Bereifung. Das Leergewicht von 1160 kg (kurze Karosserie) bis 1180 kg (lange Karosserie) wurde ohne Bereifung angegeben. Beim Torpedo gab es eine kurze Karosserie mit 2040 mm Länge bei 900 mm Breite und eine lange Karosserie mit 2070 mm Länge bei 900 mm Breite. Das Typenprogramm hatte Panhard & Levassor im Jahr 1913 gegenüber den Vorjahren gestrafft.
So gab es im Jahr 1913 vier Motoren mit Ventilsteuerung mit 10, 12, 24 und 28 CV und drei Motoren mit Knight-Schiebersteuerung mit 15, 20 und 30 CV. Als Karosserievarianten standen Landaulet, Landaulet in Torpedoausführung, zweisitzige Limousinen, viersitzige Limousinen, Torpedos und Coupés zur Verfügung. Außerdem wurde ein Lieferfahrzeug angeboten.
Der Motor vom 28/35 wurde auch in einem schweren Lastwagen von Panhard & Levassor ab 1912 eingesetzt.

## Produktionszahlen Type Y
Gesamtproduktion 59 Fahrzeuge von 1910 bis 1915
| Jahr | 1910 | 1911 | 1912 | 1913 | 1914 | 1915 | Summe |
| ---- | ---- | ---- | ---- | ---- | ---- | ---- | ----- |
|      | 19   | 29   | 5    | 3    | 2    | 1    | 59    |